# Тора из Готланда
Тора Боргархьёрт Эрраудсдоттир из Готланда (др.-сканд. Þóra Borgarhjǫrtr Herrauðsdóttir) — легендарная героиня скандинавских саг, вторая жена Рагнара Лодброка, который убил змея, чтобы завоевать её руку и сердце. Её отцом был Эрраудр, ярл Готланда.

## Тора в сагах
Согласно сагам, Тора жила в домике в Вестергётланде. Отец подарил ей маленького линдворма, который вырос в большого змея и обвил домик. Её отец пообещал руку Торы тому, кто сможет убить змея.
После развода со своей первой женой, воительницей Лагертой, Рагнар захотел сделать Тору своей женой. Он подошел к домику, одетый в штаны, которые он натёр смолой и песком, чтобы защитить свои ноги от яда змея. Именно благодаря этому он получил прозвище Кожаные Штаны (Лодброк). Орудуя копьём, Рагнар приблизился к змею, который плевался в него ядом, но яд не мог проникнуть сквозь щит или штаны Рагнара. Он вонзил своё копье в сердце змея и отрубил ему голову. Тора и Рагнар поженились.
Согласно «Саге о сыновьях Рагнара», у Торы и Рагнара было два сына, Эйрик и Агнар.
Тора умерла от болезни, а Эйрик (иногда отождествляется с Эриком Ведерхаттом) и Агнар погибли в битве с Эйстином Бели, ярлом Швеции, назначенным Рагнаром.
Рагнар позже женился на Аслауг, дочери Зигфрида и Брюнхильды.